# Det forjættede land
Det forjættede land er en film instrueret af David Givoni.

## Handling
I 1998 fejres 50-årsdagen for Israels oprettelse. David er sammen med sin far, Moshe, og et videokamera taget på besøg hos sin farfar, Shlomo. I sin søgen efter at forstå modsætningen mellem drømmen om et ideelt samfund og den komplicerede virkelighed...